# 1. deild islandzka w piłce nożnej (1996)
Sezon 1996 był 85. sezonem o mistrzostwo Islandii. Drużyna Akraness obroniła tytuł mistrzowski, zdobywając czterdzieści punktów w osiemnastu meczach. Po sezonie spadły zespoły Fylkir i Breiðablik.

## Drużyny
Po sezonie 1995 z ligi spadły zespoły FH i Fram, z 2. deild awansowały natomiast drużyny Fylkir i Stjarnan.
| Uczestnicy poprzedniej edycji                                                                                 | Uczestnicy poprzedniej edycji | Uczestnicy poprzedniej edycji | Uczestnicy poprzedniej edycji |
| --- | ----------------------------- | ----------------------------- | ----------------------------- |
| ÍA | Akraness                      | 1                             |                               |
| KRE | KR                            | 2                             |                               |
| ÍBV | ÍB Vestmannaeyja              | 3                             |                               |
| ÍBK | Keflavík                      | 4                             |                               |
| LEI | Leiftur                       | 5                             |                               |
| GRI | Grindavík                     | 6                             |                               |
| VAL | Valur                         | 7                             |                               |
| BRE | Breiðablik                    | 8                             |                               |
| Awans z 2. deild                                                                                              |                               |                               |                               |
| FYL | Fylkir                        | 1                             |                               |
| STJ | Stjarnan                      | 2                             |                               |
| Oznaczenia: - kolumna pierwsza – skróty nazw drużyn, - kolumna trzecia – miejsce zajęte w poprzednim sezonie. |                               |                               |                               |

## Tabela
| Lp. | Drużyna          | M  | Z  | R | P  | Bramki | Bramki | Różn. | Pkt | Uwagi                                             |
| --- | ---------------- | -- | -- | - | -- | ------ | ------ | ----- | --- | ------------------------------------------------- |
| 1   | Akraness         | 18 | 13 | 1 | 4  | 46     | 19     | +27   | 40  | Liga Mistrzów UEFA • I runda kwalifikacyjna       |
| 2   | KR               | 18 | 11 | 4 | 3  | 38     | 16     | +22   | 37  | Puchar UEFA • I runda kwalifikacyjna              |
| 3   | Leiftur          | 18 | 8  | 5 | 5  | 33     | 28     | +5    | 29  | Puchar Intertoto • Faza grupowa                   |
| 4   | ÍB Vestmannaeyja | 18 | 8  | 1 | 9  | 30     | 33     | −3    | 25  | Puchar Zdobywców Pucharów • Runda kwalifikacyjna1 |
| 5   | Valur            | 18 | 7  | 3 | 8  | 23     | 25     | −2    | 24  |                                                   |
| 6   | Stjarnan         | 18 | 6  | 5 | 7  | 25     | 32     | −7    | 23  |                                                   |
| 7   | Grindavík        | 18 | 5  | 4 | 9  | 23     | 34     | −11   | 19  |                                                   |
| 8   | Keflavík         | 18 | 4  | 7 | 7  | 16     | 28     | −12   | 19  |                                                   |
| 9   | Fylkir           | 18 | 5  | 3 | 10 | 26     | 30     | −4    | 18  | Spadek do 1. deild                                |
| 10  | Breiðablik       | 18 | 3  | 7 | 8  | 20     | 35     | −15   | 16  | Spadek do 1. deild                                |

## Wyniki
| Gospodarz \ Gość | ÍA  | BRE | FYL | GRI | KRE | ÍBK | LEI | STJ | VAL | ÍBV |
| Akraness         |     | 0:1 | 3:2 | 6:3 | 4:1 | 5:0 | 0:0 | 3:1 | 2:1 | 2:1 |
| Breiðablik       | 0:4 |     | 1:6 | 0:0 | 1:0 | 1:1 | 1:1 | 3:0 | 1:1 | 2:3 |
| Fylkir           | 0:2 | 1:0 |     | 1:2 | 0:2 | 1:0 | 3:2 | 0:0 | 0:1 | 2:3 |
| Grindavík        | 0:2 | 0:0 | 2:4 |     | 0:2 | 4:0 | 2:2 | 0:3 | 2:0 | 3:2 |
| KR               | 1:0 | 5:2 | 1:1 | 4:0 |     | 1:1 | 2:1 | 1:1 | 3:0 | 1:0 |
| Keflavík         | 0:3 | 1:1 | 0:0 | 2:1 | 2:2 |     | 1:1 | 0:1 | 2:1 | 1:0 |
| Leiftur          | 4:3 | 3:1 | 2:1 | 0:1 | 2:1 | 1:2 |     | 5:3 | 0:0 | 1:4 |
| Stjarnan         | 0:2 | 3:3 | 1:0 | 2:2 | 1:4 | 2:1 | 2:3 |     | 2:4 | 1:0 |
| Valur            | 1:3 | 2:0 | 5:2 | 2:0 | 0:3 | 2:1 | 0:2 | 0:0 |     | 3:1 |
| ÍB Vestmannaeyja | 3:2 | 4:2 | 3:2 | 2:1 | 0:4 | 1:1 | 1:3 | 1:2 | 1:0 |     |

Źródło:  (ang.)
Objaśnienia:
1Drużyna gospodarzy jest wymieniona po lewej stronie tabeli.
Kolory: zielony – zwycięstwo gospodarzy, żółty – remis, różowy – zwycięstwo gości.

## Najlepsi strzelcy
| Bramki | Strzelcy               | Drużyna          |
| ------ | ---------------------- | ---------------- |
| 14     | Ríkharður Daðason      | KR               |
| 13     | Bjarni Guðjónsson      | Akraness         |
| 9      | Guðmundur Benediktsson | KR               |
| 9      | Haraldur Ingólfsson    | Akraness         |
| 8      | Tryggvi Guðmundsson    | ÍB Vestmannaeyja |
| 7      | 3 zawodników           | 3 zawodników     |